# Chersonesia
Genre
Le genre Chersonesia regroupe des papillons de la famille des Nymphalidae et de la sous-famille des Cyrestinae.

## Aire de répartition
L'aire de répartition des espèces du genre Chersonesia s'étend depuis l'Inde jusqu'à Bornéo.

## Description
Ce genre est très proche du genre Cyrestis dont il diffère par la nervation de l'aile antérieure dont seulement la première nervure subcostale prend naissance avant la terminaison de la cellule, la seconde prenant naissance entre l'apex de la cellule et la base de la troisième nervure subcostale.

## Taxonomie
Le genre Chersonesia a été décrit par William Lucas Distant en 1883. Le nom de ce genre fait référence à la péninsule (Chersonèse) malaise.
Ils se nomment Maplets en anglais.

### Publication originale
- Distant, W. L. 1883. Rhopalocera Malayana: a description of the butterflies of the Malay peninsula. London. (Chersonesia p.82)

### Liste des espèces
- Chersonesia excellens (Martin, 1903)
- Chersonesia intermedia Martin, 1895
- Chersonesia nicevillei Martin, 1895
- Chersonesia peraka Distant, 1884
- Chersonesia rahria (Moore, [1858])
- Chersonesia rahrioides Moore, [1899]
- Chersonesia risa (Doubleday, [1848])

### Source
- « Chersonesia », sur funet.fi (consulté le 16 juillet 2012)